# Йонагуни (остров)
Йо́нагуни (яп. 与那国島 Ёнагуни-дзима) — остров в группе Яэяма островов Сакисима архипелага Рюкю (Нансей), самая западная территория Японии. Остров расположен в 125 километрах от восточного берега Тайваня в конце группы островов Рюкю. Площадь острова составляет 28,88 км², а население 1581 человек (2011). По административно-территориальному делению остров относится к префектуре Окинава.

## Значимые особенности
Йонагуни известен в Японии производством ханадзакэ (яп. 花酒), наиболее крепкого (60°) варианта спиртного напитка авамори.
Остров является единственным природным местом обитания особой породы лошадей, которая также называется Йонагуни.
Йонагуни — популярное место у дайверов из-за большого числа молотоголовых акул, которые собираются в окрестных водах в зимний период.
28 марта 2016 года на острове был размещён японский радар для предупреждения незаконного вторжения на находящиеся рядом острова Сенкаку. Китай, предъявляющий территориальные претензии на острова, осудил эту инициативу.

## Достопримечательности

### Монумент Йонагуни
В 1986 году дайверы обнаружили поразительное подводное скальное образование у самой южной точки острова. Так называемый «Монумент Йонагуни» имеет похожие на лестницы террасы с плоскими, прямыми сторонами и острыми углами. Из-за этих особенностей некоторые учёные считают, что это искусственно созданная (или искусственно обработанная) структура, которой тысячи лет.

### Иридзаки
Мыс Иридзаки — самая западная точка Японии. Туристы собираются здесь или немного к северу, в Кубура Бари, чтобы посмотреть на самые последние в Японии лучи заката.

### Агаридзаки
Мыс Агаридзаки — самая восточная точка острова. Популярное место, чтобы встретить восход солнца, полюбоваться видом океана со 100-метровой высоты и увидеть вблизи лошадей Йонагуни.

### Юго-восточный берег
- Гункан-ива — расположенная в море недалеко от берега скала, похожая по форме на боевой корабль
- Саннинудай — место с необычными ступенчатыми каменными террасами, с которого открывается классический вид на Гункан-иву
- Татигами-ива — отдельно стоящая в море высокая скала
- Дзиммэн-ива — находящееся в лесу трёхметровое каменное изваяние неизвестного происхождения, напоминающее лицо человека

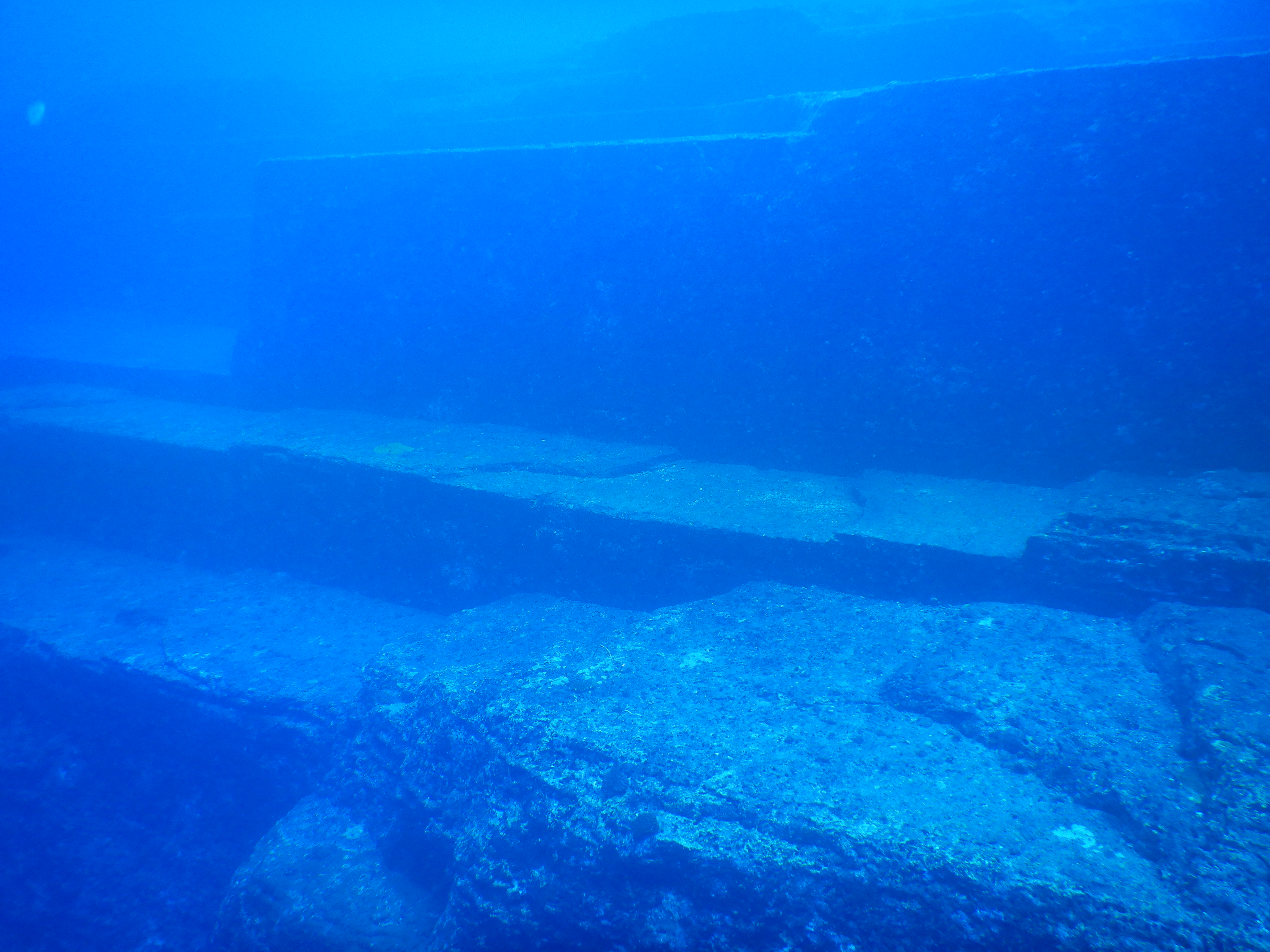
Монумент Йонагуни
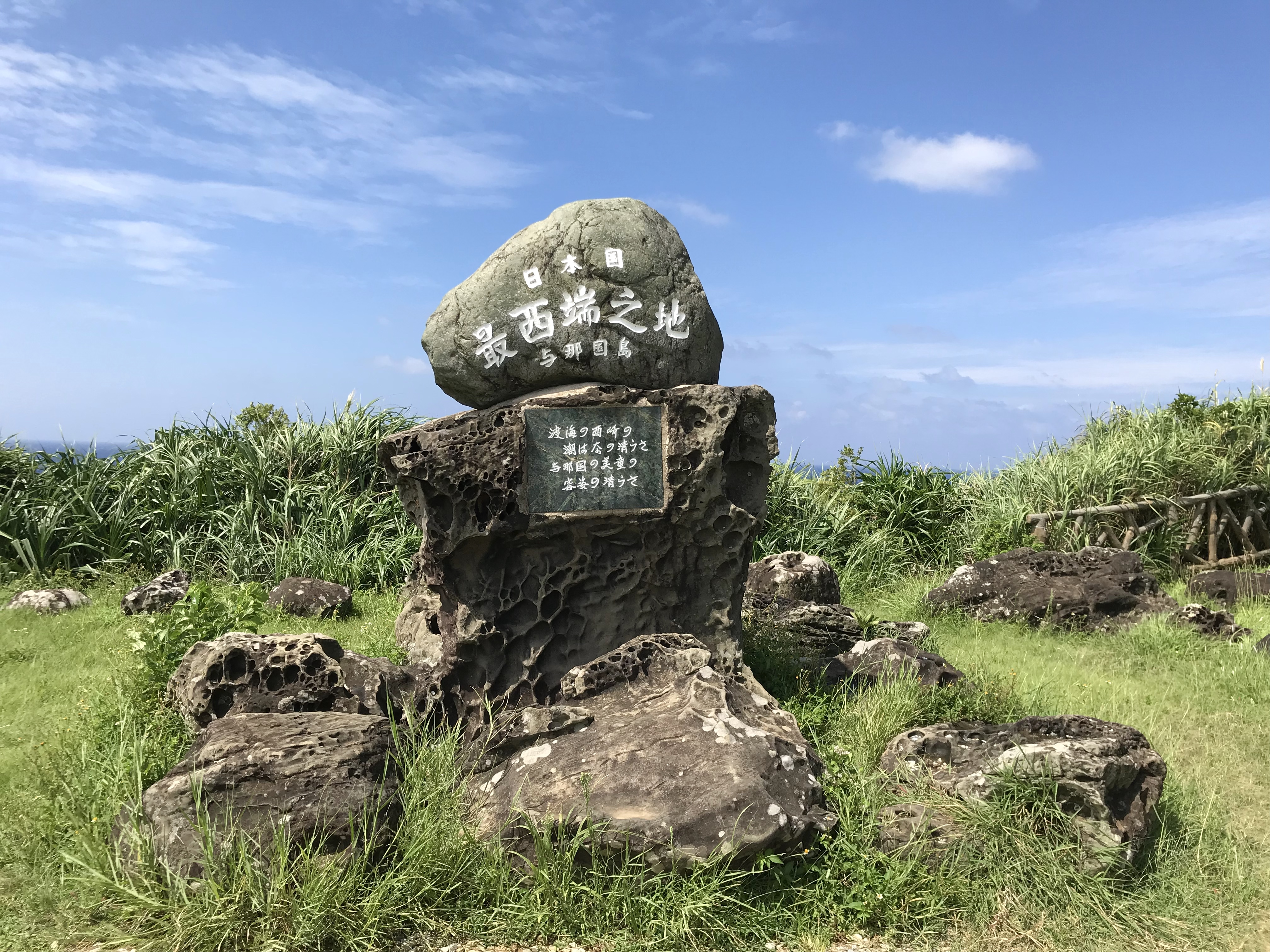
Обозначение самой западной точки Японии, мыс Иридзаки
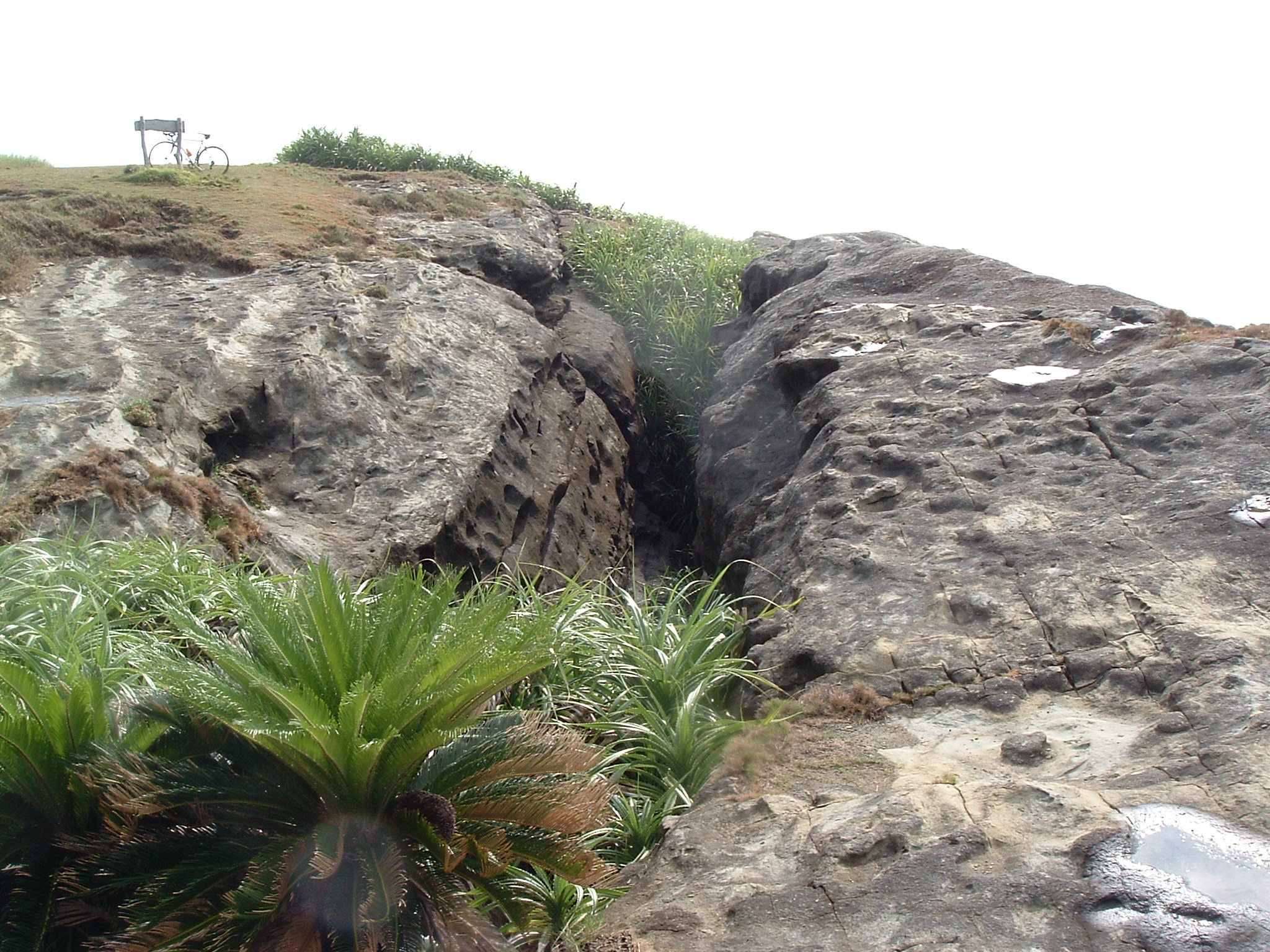
Кубура Бари
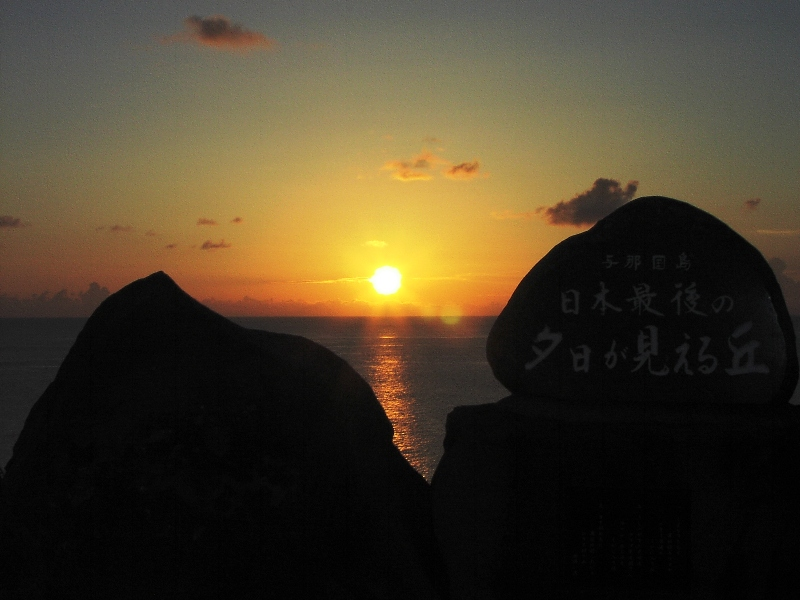
Последние лучи заката в Японии
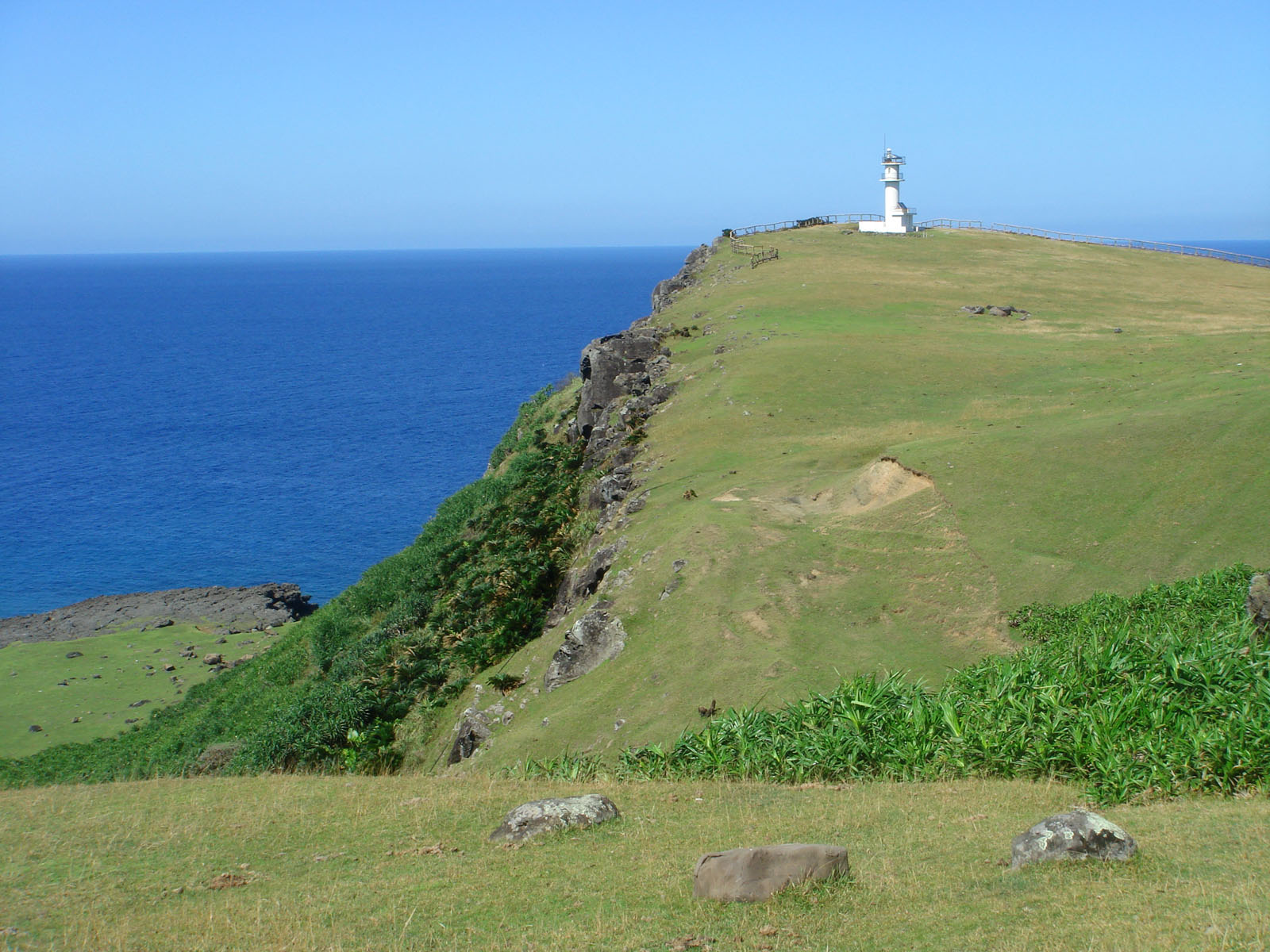
Маяк Агаридзаки
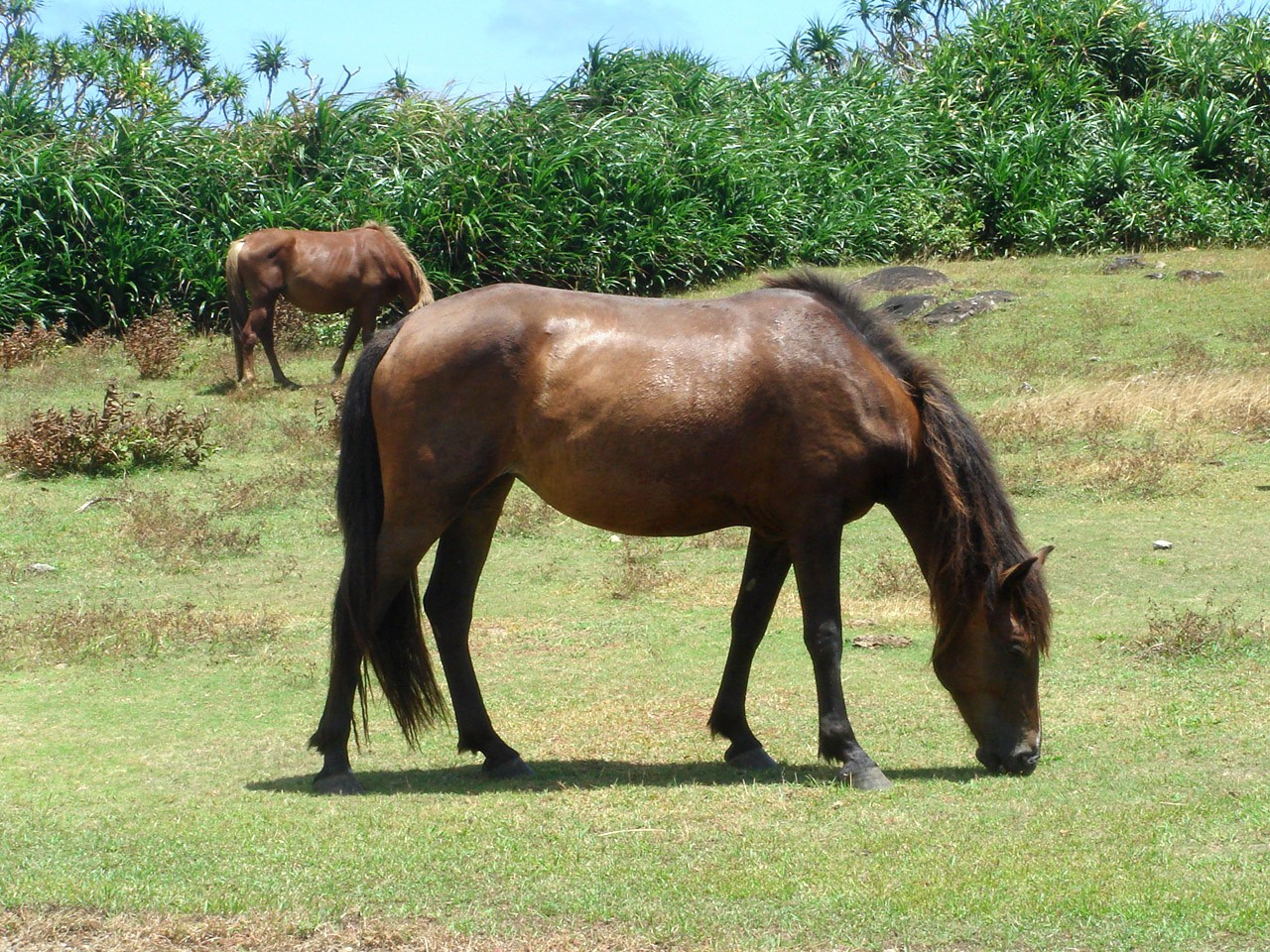
Лошадь породы Йонагуни
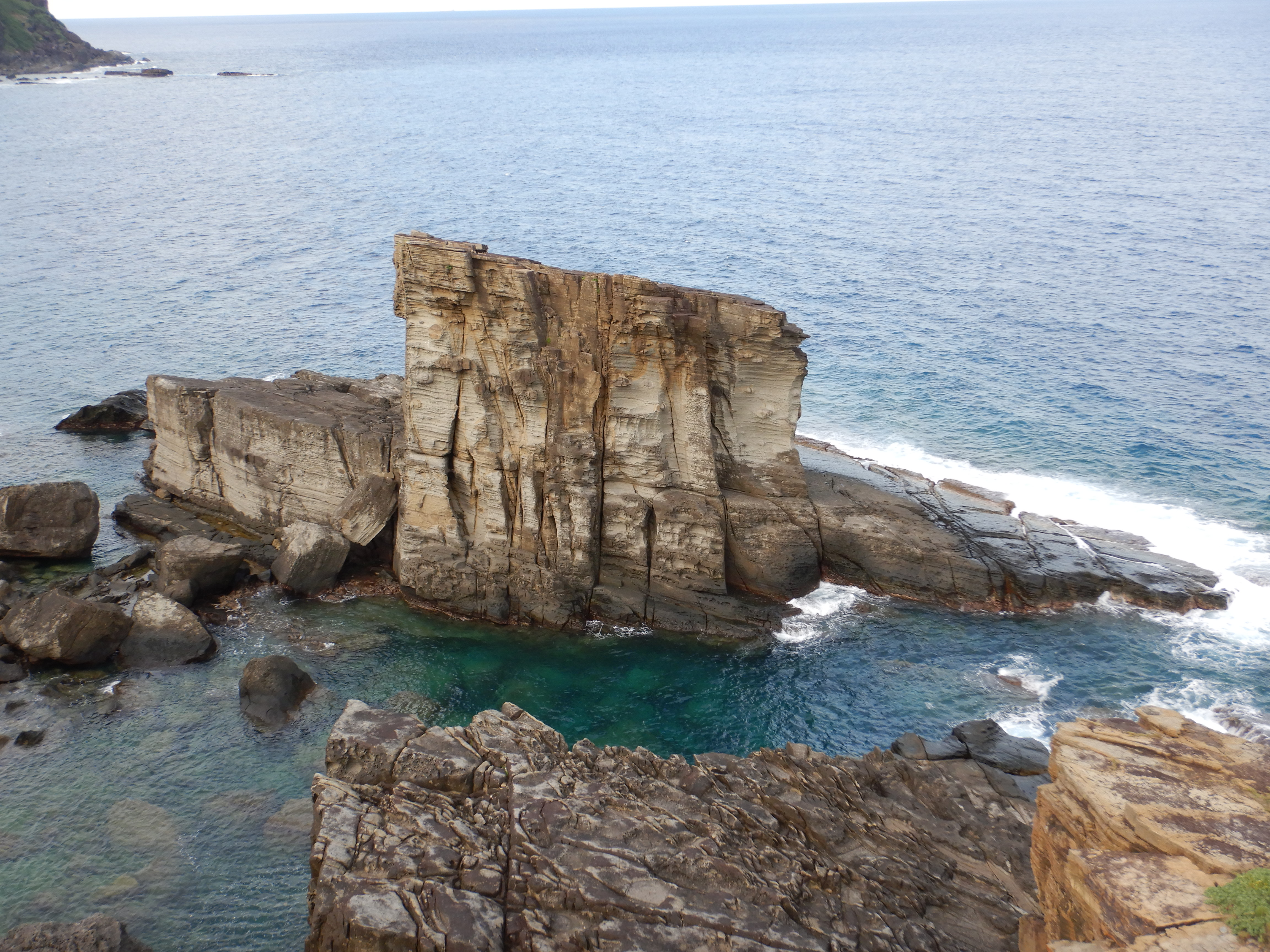
Гункан-ива
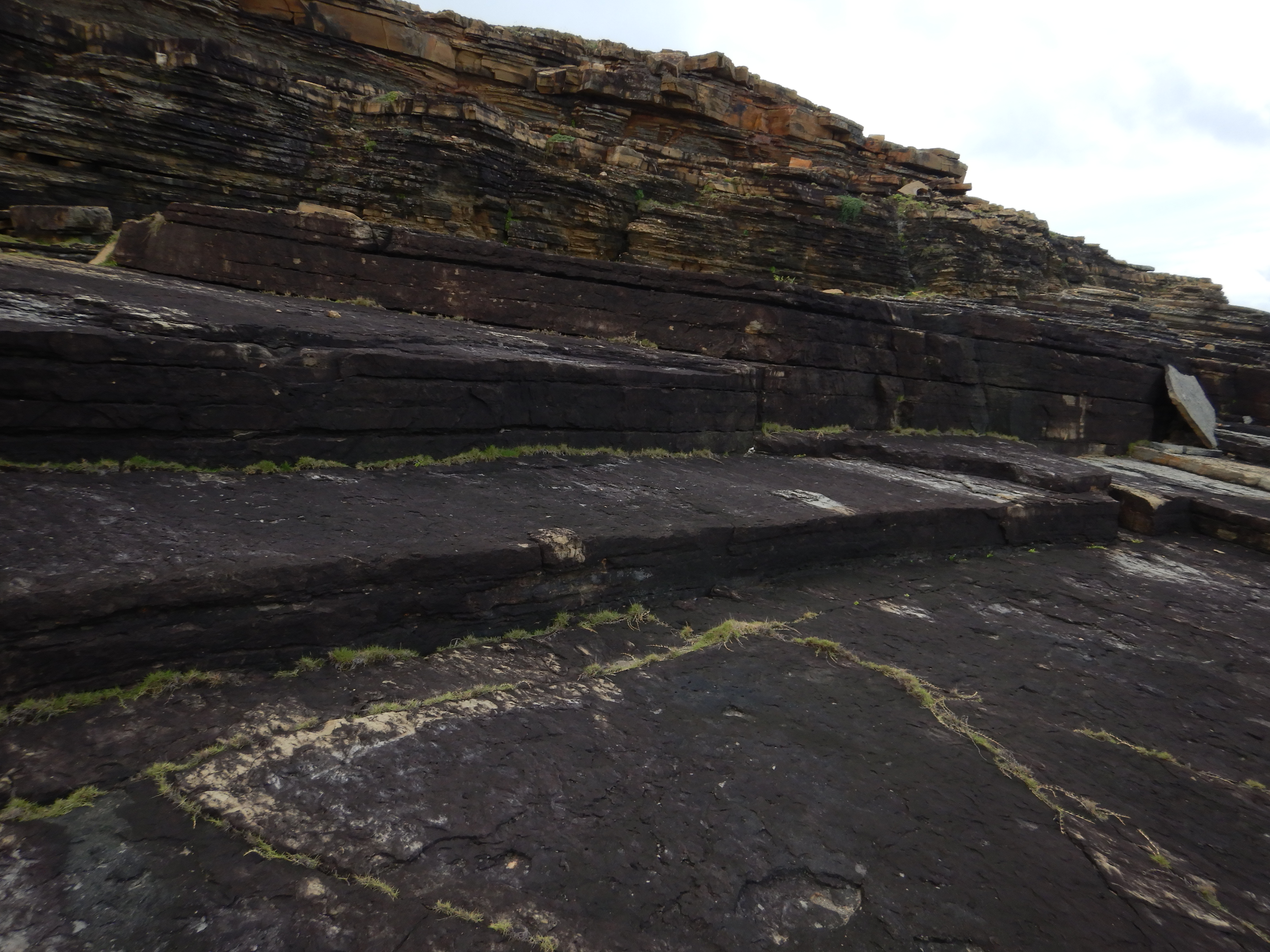
Саннинудай
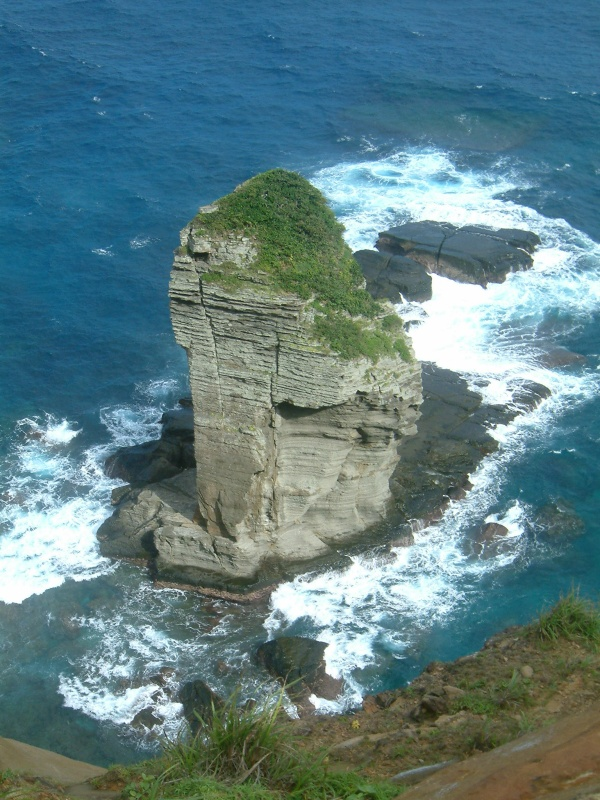
Татигами-ива
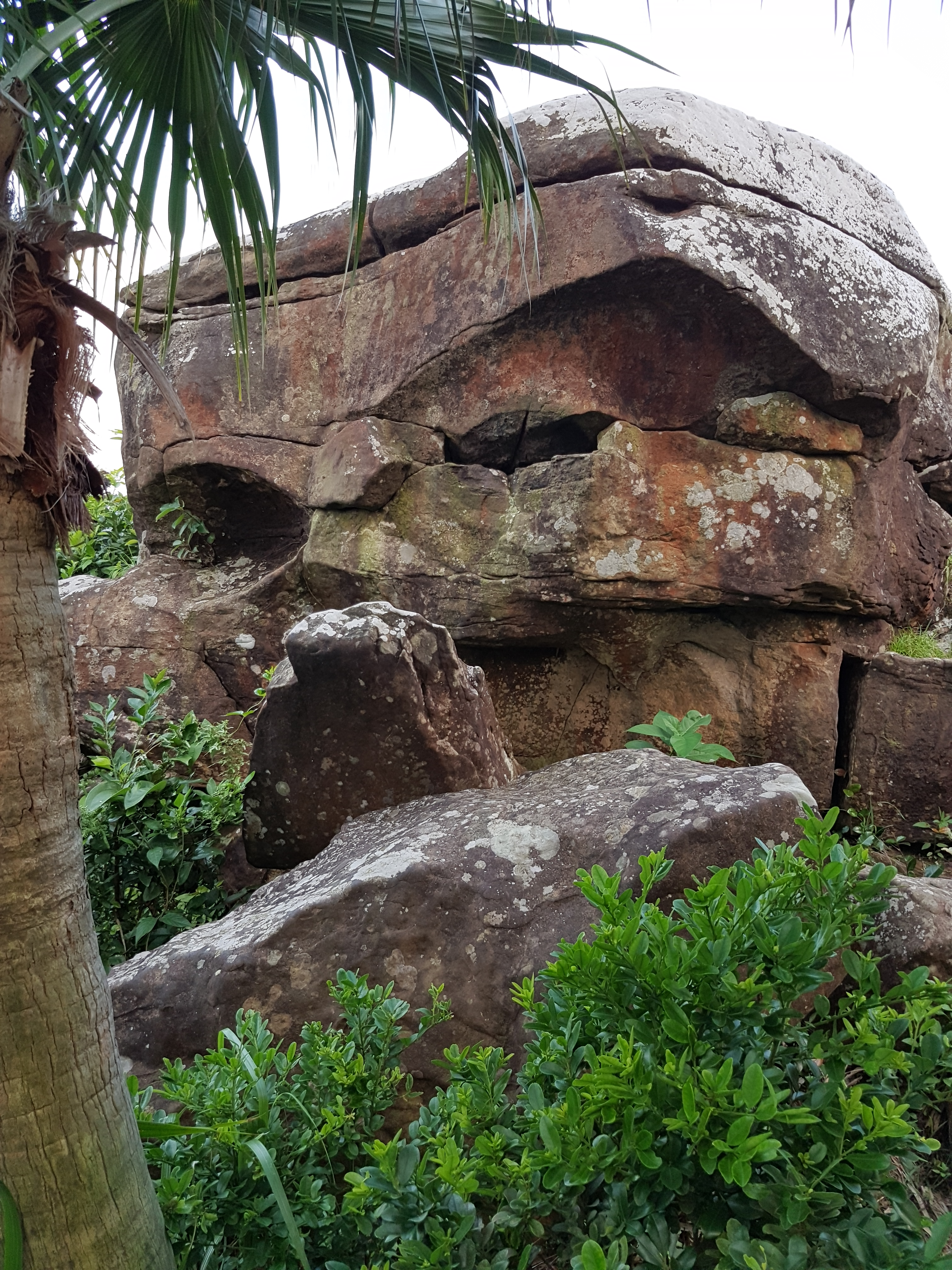
Дзиммэн-ива
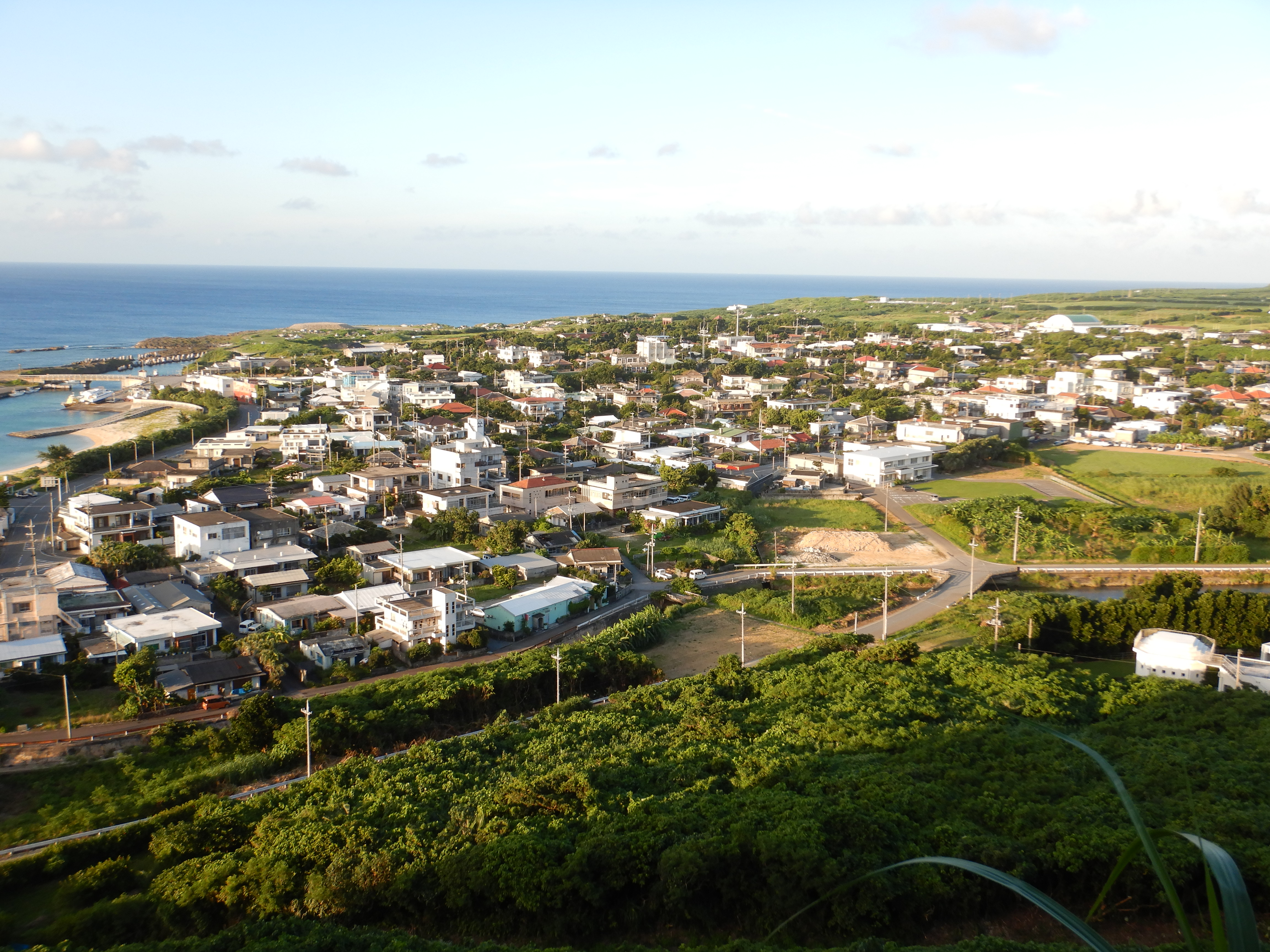
Вид на деревню Сонай с горы Тиндабана

## Как добраться
Авиакомпания Japan Transocean Air осуществляет несколько рейсов в день из аэропортов Нахи и Исигаки. Между портом Исигаки и портом Кубура в Йонагуни два раза в неделю ходит паром.

## Фильмография
- «Подводный мир Андрея Макаревича. Тайна Йонагуни» — научно-популярный фильм (2004), снятый Александром Смирновым
- «Тайны Йонагуни», Андрей Скляров (2007)
- д/ф «Древние пришельцы. Подводные миры» (англ. Ancient Aliens. Underwater Worlds) (2011)